# Zygmunt Pawlas
Zygmunt Pawlas   (Jasienica, 28 d'octubre de 1930 - Katowice, 20 de juny de 2001) va ser un tirador d'esgrima polonès que va competir durant la dècada de 1950.
El 1952 va prendre part en els Jocs Olímpics d'Estiu de Hèlsinki, on fou cinquè en la prova de sabre per equips del programa d'esgrima. Quatre anys més tard, als Jocs de Melbourne, va guanyar la medalla de plata en la mateixa prova.
En el seu palmarès també destaquen quatre medalles al Campionat del món d'esgrima, una de plata i tres de bronze, entre les edicions de 1953 i 1958.